# Patrik Schick
Pour les articles homonymes, voir Schick.
Patrik Schick, né le 24 janvier 1996 à Prague en Tchéquie, est un footballeur international tchèque qui évolue au poste d'avant-centre au Bayer Leverkusen.

## Biographie

### Carrière en club

#### Sparta Prague (2014-2016)
Le joueur né à Prague a été repéré par le Sparta Prague alors qu'il avait 11 ans. Il a fait ses débuts en première division pour le Sparta le 3 mai 2014 lors d'une défaite 3-1 à l'extérieur contre Teplice. 

##### Bohemians 1905 (2015-2016)
Le Sparta remporterait le doublé national cette saison-là, mais avec seulement quatre apparitions sur deux saisons, Schick a traversé la ville pour rejoindre les Bohemians 1905 en prêt pour la saison 2015-2016,. Il a marqué 8 buts en 27 apparitions pour les Bohemians lors d'une bataille pour éviter la relégation,. Schick est revenu au Sparta et devait jouer un rôle important pour le club lors de la saison 2016-2017, mais David Lafata a été préféré et lorsque le Sparta a proposé à Schick un nouveau contrat, son agent l'a refusé.

#### UC Sampdoria (2016-2018)
Schick a signé pour Sampdoria en juin 2016 pour un montant rapporté de 4 millions d'euros. Lors de sa première saison en Italie, il a disputé 32 matches de championnat et marqué 11 buts pour Sampdoria. Il a débuté 14 fois et a réussi à marquer en moyenne un but toutes les 137 minutes.
En mai 2017, il a refusé de prolonger son contrat, s'attendant à un transfert vers un autre club. En juin 2017, la Juventus a déclenché la clause libératoire d'un montant rapporté de 30 millions d'euros dans le contrat de Schick. Schick n'a pas réussi deux examens médicaux distincts et la Juventus s'est retirée de l'accord le 18 juillet,.

##### AS Roma (2017-2018)
Le 29 août 2017, Schick a rejoint la Roma en prêt pour un montant de 5 millions d'euros, avec une obligation conditionnelle d'achat du joueur pour 9 millions d'euros supplémentaires, une fois certains objectifs sportifs atteints, pouvant atteindre un montant record de 40 millions d'euros pour le club, ce qui s'est avéré indisponible,. 

#### AS Roma (2018-2020)
À sa signature, le directeur sportif de la Roma, Monchi, a décrit Schick comme "l'une des plus grandes perspectives du football international." Schick a passé la majeure partie de son temps à la Roma en jouant sur l'aile droite ou en tant qu'avant-centre solitaire à gauche, marquant seulement 8 fois en 58 matchs.

##### RB Leipzig (2019-2020)
Le 2 septembre 2019, RB Leipzig a annoncé la signature de Schick en prêt pour toute la saison avec une option d'achat permanente. Son premier but pour Leipzig est survenu lors d'une victoire 3-2 contre SC Paderborn le 11 novembre 2019. Cela a marqué le début d'une série de trois buts en quatre apparitions en championnat, y compris une entrée en jeu pour achever la remontée et obtenir un match nul 3-3 contre Borussia Dortmund,. Aux côtés de Timo Werner, Schick a retrouvé sa forme avec 10 buts en 28 matchs pour Leipzig, le club terminant à la troisième place de la Bundesliga et atteignant les demi-finales de la Ligue des champions,.

#### Bayer Leverkusen (2020-)
Le 8 septembre 2020, Schick a rejoint Bayer Leverkusen avec un contrat de cinq ans pour un montant rapporté de 26,5 millions d'euros plus des bonus. Schick a marqué son premier but dans une compétition de l'UEFA le 26 novembre 2020, lors d'une victoire 4-1 contre l'équipe israélienne Hapoel Be'er Sheva lors de la phase de groupes de la Ligue Europa.
Schick a été le choix préféré comme avant-centre pour une grande partie de la saison 2020-2021 au BayArena et a conclu avec 9 buts en 29 matchs de championnat.
Le 4 décembre 2021, Schick a marqué quatre buts, tous en seconde période, lors d'une victoire 7-1 contre Greuther Fürth. Schick a continué sa bonne forme lors des deux matchs suivants de Leverkusen en championnat, marquant un doublé dans chaque match contre Eintracht Frankfurt et Hoffenheim respectivement. Il a terminé la saison 2021-2022 de Bundesliga en tant que deuxième meilleur buteur avec 24 buts en 27 matchs, puis a prolongé son contrat avec le club jusqu'en 2027.
Le 21 décembre 2024, Schick se fait remarquer en marquant quatre buts contre le SC Fribourg, en championnat. Il est titularisé et participe à la victoire de Leverkusen par cinq buts à un.

### Carrière internationale
Avec les moins de 17 ans, il se met en évidence lors du mois septembre 2012, en inscrivant quatre buts . Il est notamment l'auteur d'un doublé face au Danemark lors des éliminatoires du championnat d'Europe 2013.
Le 29 mars 2016, il inscrit un triplé avec les espoirs, lors d'un match contre Malte rentrant dans le cadre des éliminatoires de l'Euro espoirs 2017. A Mdina, les joueurs tchèques s'imposent largement sur le score de 7-0. Il participe ensuite à la phase finale du championnat d'Europe espoirs organisé en Pologne. Lors de cette compétition, il joue trois matchs. Il se met en évidence en délivrant une passe décisive face à l'Italie puis un but contre le Danemark. Avec un bilan d'une seule victoire et deux défaites, la Tchéquie ne dépasse pas le premier tour du tournoi. Patrik Schick marque un total de 11 buts avec les espoirs.
Il honore sa première sélection avec la Tchéquie le 27 mai 2016, lors d'un match amical contre Malte. Lors de cette rencontre disputée à Kufstein, il se met en évidence en inscrivant son premier but avec la Tchéquie. Il délivre également une passe décisive. Les joueurs tchèques s'imposent largement sur le score de 6-0.
En 2018, il inscrit trois buts lors de la Ligue des nations. Par la suite, en 2019, il marque quatre buts lors des éliminatoires de l'Euro. Le 7 juin 2019, il est l'auteur de son premier doublé, face à la Bulgarie (victoire 2-1).
L'un de ses faits d'armes avec la sélection tchèque intervient le 14 juin 2021 lors du match Ecosse - République Tchèque comptant pour l'Euro 2020. Il ouvre le score à la 42e minute de la tête, et à la 52e marque un deuxième but magnifique, lobbant le gardien David Marshall du milieu de terrain sur une contre-attaque tchèque. La distance est mesurée à 45,5 mètres et devient le but le plus lointain de l'histoire du Championnat d'Europe. Ce lob est élu but de l'euro par l'UEFA. Lors du match suivant face à la Croatie, il inscrit sur penalty son troisième but de la compétition. Il récidive de nouveau face aux Pays-Bas en 1/8e de finale puis face au Danemark en 1/4 de finale. Avec un total de 5 réalisations, il devient avec Cristiano Ronaldo le meilleur buteur de la compétition. 
Il est retenu dans la liste des 26 joueurs tchèques du sélectionneur Ivan Hašek pour participer à l'Euro 2024. Le 22 juin 2024, lors du deuxième match de poules face à la Géorgie il inscrit le but égalisateur permettant aux siens d'obtenir le point du match nul 1-1.

## Statistiques
| Saison                | Club                  | Championnat           | Championnat | Championnat | Coupe(s) nationale(s) | Coupe(s) nationale(s) | Supercoupe | Supercoupe | Compétition(s) continentale(s) | Compétition(s) continentale(s) | Compétition(s) continentale(s) | Tchéquie | Tchéquie | Total | Total |
| Saison                | Club                  | Division              | M.          | B.          | M.                    | B.                    | M.         | B.         | Comp.                          | M.                             | B.                             | M.       | B.       | M.    | B.    |
| 2013-2014             | Sparta Prague         | Synot liga            | 2           | 0           | 1                     | 0                     | -          | -          | C3                             | -                              | -                              | -        | -        | 3     | 0     |
| 2014-2015             | Sparta Prague         | Synot liga            | 2           | 0           | 3                     | 1                     | -          | -          | C1+C3                          | 0+2                            | 0+0                            | -        | -        | 7     | 1     |
| Sous-total            | Sous-total            | Sous-total            | 4           | 0           | 4                     | 1                     | 0          | 0          | -                              | 2                              | 0                              | 0        | 0        | 10    | 1     |
| 2015-2016             | Bohemians 1905 (prêt) | Synot liga            | 27          | 8           | 1                     | 0                     | -          | -          | -                              | -                              | -                              | 1        | 1        | 29    | 9     |
| 2016-2017             | UC Sampdoria          | Serie A               | 32          | 11          | 3                     | 2                     | -          | -          | -                              | -                              | -                              | 4        | 0        | 39    | 13    |
| 2017-2018             | AS Roma (prêt)        | Serie A               | 22          | 2           | 1                     | 1                     | -          | -          | C1                             | 3                              | 0                              | 4        | 1        | 30    | 4     |
| 2018-2019             | AS Roma               | Serie A               | 24          | 3           | 2                     | 2                     | -          | -          | C1                             | 6                              | 0                              | 9        | 6        | 41    | 11    |
| Sous-total            | Sous-total            | Sous-total            | 46          | 5           | 3                     | 3                     | 0          | 0          | -                              | 9                              | 0                              | 13       | 7        | 71    | 15    |
| 2019-2020             | RB Leipzig (prêt)     | Bundesliga            | 22          | 10          | 1                     | 0                     | -          | -          | C1                             | 5                              | 0                              | 4        | 1        | 32    | 11    |
| 2020-2021             | Bayer Leverkusen      | Bundesliga            | 29          | 9           | 2                     | 1                     | -          | -          | C3                             | 5                              | 3                              | 9        | 7        | 45    | 20    |
| 2021-2022             | Bayer Leverkusen      | Bundesliga            | 27          | 24          | 1                     | 0                     | -          | -          | C3                             | 3                              | 0                              | 2        | 1        | 33    | 25    |
| 2022-2023             | Bayer Leverkusen      | Bundesliga            | 14          | 3           | 1                     | 1                     | -          | -          | C1+C3                          | 5+3                            | 0+0                            | 2        | 1        | 25    | 5     |
| 2023-2024             | Bayer Leverkusen      | Bundesliga            | 20          | 6           | 4                     | 1                     | -          | -          | C3                             | 9                              | 5                              | 6        | 2        | 39    | 14    |
| 2024-2025             | Bayer Leverkusen      | Bundesliga            | 31          | 21          | 5                     | 4                     | 1          | 1          | C1                             | 8                              | 1                              | 6        | 4        | 51    | 31    |
| 2025-2026             | Bayer Leverkusen      | Bundesliga            | 0           | 0           | 1                     | 1                     | -          | -          | C1                             | 0                              | 0                              | 0        | 0        | 1     | 1     |
| Sous-total            | Sous-total            | Sous-total            | 121         | 63          | 14                    | 8                     | 1          | 1          | -                              | 33                             | 9                              | 25       | 15       | 194   | 96    |
| Total sur la carrière | Total sur la carrière | Total sur la carrière | 253         | 93          | 26                    | 14                    | 1          | 1          | -                              | 49                             | 9                              | 47       | 24       | 376   | 141   |

Liste des buts internatioanux
|       | Date                                                                             | Lieu                                                                             | Adversaire                                                                       | Score                                                                            | Résultat                                                                         | Compétition                                                                      | Type de but                                                                      |
| ----- | -------------------------------------------------------------------------------- | -------------------------------------------------------------------------------- | -------------------------------------------------------------------------------- | -------------------------------------------------------------------------------- | -------------------------------------------------------------------------------- | -------------------------------------------------------------------------------- | -------------------------------------------------------------------------------- |
| 1     | 27 mai 2016                                                                      | Kufstein                                                                         | Malte                                                                            | 6-0                                                                              | 6-0                                                                              | Match amical                                                                     | Tête                                                                             |
| 2     | 26 mars 2018                                                                     | Nanning                                                                          | Chine                                                                            | 1-2                                                                              | 1-2                                                                              | Match amical                                                                     | Pied gauche                                                                      |
| 3     | 6 septembre 2018                                                                 | Uherské Hradiště                                                                 | Ukraine                                                                          | 1-0                                                                              | 1-2                                                                              | Ligue des nations 2018-2019                                                      | Pied gauche                                                                      |
| 4     | 13 octobre 2018                                                                  | Trnava                                                                           | Slovaquie                                                                        | 1-2                                                                              | 1-2                                                                              | Ligue des nations 2018-2019                                                      | Tête                                                                             |
| 5     | 19 novembre 2018                                                                 | Prague                                                                           | Slovaquie                                                                        | 1-0                                                                              | 1-0                                                                              | Ligue des nations 2018-2019                                                      | Pied droit                                                                       |
| 6     | 7 juin 2019                                                                      | Prague                                                                           | Bulgarie                                                                         | 1-1                                                                              | 2-1                                                                              | Euro 2020-Eliminatoires                                                          | Pied gauche                                                                      |
| 7     | 7 juin 2019                                                                      | Prague                                                                           | Bulgarie                                                                         | 2-1                                                                              | 2-1                                                                              | Euro 2020-Eliminatoires                                                          | Pied droit                                                                       |
| 8     | 10 juin 2019                                                                     | Olomouc                                                                          | Monténégro                                                                       | 3-0                                                                              | 3-0                                                                              | Euro 2020-Eliminatoires                                                          | Penalty                                                                          |
| 9     | 7 septembre 2019                                                                 | Pristina                                                                         | Kosovo                                                                           | 0-1                                                                              | 2-1                                                                              | Euro 2020-Eliminatoires                                                          | Pied gauche                                                                      |
| 10    | 24 mars 2021                                                                     | Lublin                                                                           | Estonie                                                                          | 1-1                                                                              | 2-6                                                                              | Coupe du monde 2022-Eliminatoires                                                | Pied droit                                                                       |
| 11    | 8 juin 2021                                                                      | Prague                                                                           | Albanie                                                                          | 1-0                                                                              | 3-1                                                                              | Match amical                                                                     | Pied gauche                                                                      |
| 12    | 14 juin 2021                                                                     | Glasgow                                                                          | Écosse                                                                           | 0-1                                                                              | 0-2                                                                              | Euro 2020                                                                        | Tête                                                                             |
| 13    | 14 juin 2021                                                                     | Glasgow                                                                          | Écosse                                                                           | 0-2                                                                              | 0-2                                                                              | Euro 2020                                                                        | Pied gauche                                                                      |
| 14    | 18 juin 2021                                                                     | Glasgow                                                                          | Croatie                                                                          | 0-1                                                                              | 1-1                                                                              | Euro 2020                                                                        | Penalty                                                                          |
| 15    | 27 juin 2021                                                                     | Budapest                                                                         | Pays-Bas                                                                         | 0-2                                                                              | 0-2                                                                              | Euro 2020                                                                        | Pied gauche                                                                      |
| 16    | 3 juillet 2021                                                                   | Bakou                                                                            | Danemark                                                                         | 2-1                                                                              | 2-1                                                                              | Euro 2020                                                                        | Pied droit                                                                       |
| 17    | 11 octobre 2021                                                                  | Kazan                                                                            | Biélorussie                                                                      | 0-1                                                                              | 0-2                                                                              | Coupe du monde 2022-Eliminatoires                                                | Pied gauche                                                                      |
| 18    | 27 septembre 2022                                                                | Saint-Gall                                                                       | Suisse                                                                           | 2-1                                                                              | 2-1                                                                              | Ligue des nations 2022-2023                                                      | Pied gauche                                                                      |
| 19    | 10 juin 2024                                                                     | Hradec Králové                                                                   | Macédoine du Nord                                                                | 1-0                                                                              | 2-1                                                                              | Match amical                                                                     | Penalty                                                                          |
| 20    | 22 juin 2024                                                                     | Hambourg                                                                         | Géorgie                                                                          | 1-1                                                                              | 1-1                                                                              | Euro 2024                                                                        | Pied gauche                                                                      |
| Total | 18 buts inscrits (4 du pied droit, 10 du pied gauche, 3 de la tête et 3 penalty) | 18 buts inscrits (4 du pied droit, 10 du pied gauche, 3 de la tête et 3 penalty) | 18 buts inscrits (4 du pied droit, 10 du pied gauche, 3 de la tête et 3 penalty) | 18 buts inscrits (4 du pied droit, 10 du pied gauche, 3 de la tête et 3 penalty) | 18 buts inscrits (4 du pied droit, 10 du pied gauche, 3 de la tête et 3 penalty) | 18 buts inscrits (4 du pied droit, 10 du pied gauche, 3 de la tête et 3 penalty) | 18 buts inscrits (4 du pied droit, 10 du pied gauche, 3 de la tête et 3 penalty) |

## Palmarès

### En Club
Sparta Prague
- Champion de Tchéquie en 2014
- Vainqueur de la coupe de Tchéquie en 2014

 Bayer Leverkusen
- Bundesliga
  - Champion : 2024.
- Supercoupe d'Allemagne
  - Vainqueur : 2024.